# 山室三良
山室 三良（やまむろ さぶろう、1905年1月23日 - 1997年1月15日）は、日本の中国哲学者。兄に山室次郎（中部日本新聞社社長）、弟に作家の山室静がいる。

## 略歴
長野県北佐久郡志賀村（現在の佐久市志賀）生まれ。旧制野沢中学（長野県野沢北高等学校）を経て、九州帝国大学法文学部選科支那哲学科修了。1933年九州帝大副手を経て、1934年外務省留学生として北京に赴き、1936年北京近代科学図書館初代館長、銭稲孫に委嘱して日本文学の中国語訳をさせる。帰国し、1947年九州帝大法文学部助教授、1960年九州大学文学部教授、1968年定年退官、名誉教授、1970年から1977年まで福岡大学教授、福岡県文化財専門委員、九州管区警察学校講師を務め、1980年から1983年まで東海大学教授。その後は亜細亜大学アジア研究所で中国思想史を研究した。

## 著書
- 『儒教と老荘 中国古代における人文と超人文』明徳出版社 1966
- 『老子』 (中国古典新書)明徳出版社 1967
- 『中国のこころ』創言社 1968
- 『東洋的学問』創言社 1971
- 『生かされて九十年』石風社 1995

### 編著
- 北京近代科学図書館『中国現代文読本』編. 白水社 1944